# Kostel Proměnění Páně (Chlum)
Kostel Proměnění Páně na hoře Tábor je římskokatolický, orientovaný, filiální kostel v Chlumu, části města Lomnice nad Popelkou v okrese Semily v Libereckém kraji. Kostel je chráněný jako kulturní památka České republiky. Z Chlumu vede na severním úbočí cesta, která je u samotného vrcholu lemována kapličkami s křížovou cestou z roku 1898, na konci se studánkou a kapličkou a plastikou Krista uzdravujícího nemocné.

## Historie
Původní název vrchu je Chlum. Od roku 1349 zda stála dřevěná kaple založená Valdštejny. V roce 1527 dal majitel panství Vilém z Valdštejna postavit na místě sešlé kaple dřevěný kostelík. Roku 1704, v době protireformace, nechal na místě kostelíka majitel lomnického panství hrabě Václav z Morzinu s manželkou Evou Konstancií z Morzinu postavit barokní poutní kostel Proměnění Páně. K dopravě stavebního materiálu nebylo prý použito povozů, ale vše potřebné vynosili sami poutníci. Kostel byl opraven roku 1897. Ke kostelu patří i prostý dřevěný krucifix stojící poblíž výletní restaurace a rozhledny. Poslední rozsáhlé opravy kostela proběhly v sedmdesátých a osmdesátých letech 20. století. Kostel byl znovuotevřen 6. srpna 1989, kdy byl i slavnostně posvěcen.

## Architektura
Zděná, jednolodní stavba založená na obdélném půdorysu a zakončená při východní straně polygonálně uzavřeným presbytářem s obdélně založenou přízemní sakristií. Loď je zastřešena valbovou klenbou s polygonálním zakončením v závěru nad presbytářem, ve hřebeni je osazen nízký sanktusník s otevřenou lucernou a cibulovou stříškou. Vedle táborského Ježíška (dnes repliky), kterého dle legendy vytvořil a sám vynesl na Tábor arcibiskup Arnošt z Pardubic, je nejcennější památkou barokního interiéru oltářní obraz, jehož autorství je připisováno českému malíři Petru Brandlovi.

## Bohoslužby
Pravidelné bohoslužby se v kostele nekonají. Během roku se konají dvě pouti na slavnost Seslání Ducha svatého a druhá v neděli po svátku Proměnění Páně (po 6. srpnu).